# Idioma holoholo
El holoholo es una lengua bantú de la República Democrática del Congo, hablada antiguamente también en Tanzania por los holoholo sobre ambos lados del lago Tanganica. Su clasificación es dudosa, aunque podría ser parte de las lenguas takama (Nurse 2003:169).
Maho (2009) lo clasifica el tumbwe (Etumbwe) (en la clasificación de Guthrie [D281]) y el lumbwe [D282] como cercanas al holoholo. Ninguna de estas otras dos lenguas tiene código ISO propio.